# Ганти, Тесс
Тесс Га́нти (англ. Tess Gunty; род. 1993[…], Саут-Бенд, Индиана) — американская писательница. В 2022 году её дебютный роман «Клетка для кроликов» получил Национальную книжную премию и премию Indiana Authors Awards в 2024 году.

## Биография
Ганти родилась и выросла в Саут-Бенде, штат Индиана. Окончила Университет Нотр-Дам со степенью бакалавра искусств по английскому языку и Нью-Йоркский университет со степенью магистра изящных искусств в области творческого письма.
Первый роман Ганти, «Клетка для кроликов», был опубликован издательством Knopf 2 августа 2022 года и удостоен Национальной книжной премии в области художественной прозы в ноябре 2022 года. Он получил в целом благоприятные отзывы критиков. Роман также получил инаугурационную премию Waterstones Debut Fiction Prize и стал финалистом премии Джона Леонарда 2022 года, присуждаемой Национальным кругом книжных критиков за дебютную книгу в любом жанре.